# Bakonyszücs
Bakonyszücs (německy Sitsch) je vesnice v Maďarsku v župě Veszprém, spadající pod okres Pápa. Nachází se asi 17 km východně od Pápy, 27 km severozápadně od Zircu a 40 km severozápadně od Veszprému. Žije zde 255 obyvatel, z nichž (podle údajů z roku 2015) 93,1 % tvoří Maďaři.
Kromě hlavní části zahrnuje Bakonyszücs i malou část Pálháza.
Bakonyszücs leží na silnici 83117. Hlavní silniční propojení je skrze vesnici Bakonykoppány, kromě toho vedou z vesnice pouze polní cesty. Poblíže Bakonyszücsu protéká potok Csángota, který se u vesnice Mórichida vlévá do řeky Marcal. Poblíže Bakonyszücsu se nachází malá vodní nádrž Bakonyszücsi-tó.
Pod území Bakonyszücsu patří pro vesnici významná část Bakoňského lesa. V tomto území se nacházejí kopce Éles-hegy (375 m), Vár-hegy (436 m), je zde zřícenina hradu Bakonyújvár), Tönkölös-hegy (515 m), Pajaros-tető (623 m), Kőris-hegy (709 m), je zde rozhledna a turistická stezka). Je zde též nepojmenovaný kopec, měřící 313 m. Nachází se tu i několik archeologických nalezišť a jeskyň, jako např. Futómacskás-barlang, Odvas-kő-barlang, Ördög-lik a Pörgöl-barlang.
V samotné vesnici se nachází katolický kostel Nagyboldogasszony-templom, nemocnice Orvosi rendelő, kaple, hotel, hřbitov a hospoda.